# Zachariasz Bohosiewicz
Zachariasz Bohosiewicz (ur. 16 lipca 1851 w Kutach, zm. 1 listopada 1911 w Czerniowcach) – prawnik, konserwatywny polityk polsko-ormiański, poseł do Sejmu Krajowego Bukowiny i austriackiej Rady Państwa.
Pochodził ze spolonizowanej rodziny ormiańskiej, której gniazdo rodowe znajdowało się w Milijowie nad Czeremoszem na Bukowinie. Na przełomie XIX i XX wieku była to jedna z najbogatszych rodzin ziemiańskich na tym terenie. Ukończył gimnazjum rządowe (1871) oraz prawo na uniwersytecie we Lwowie (1874). Od 1875 pracował jako prawnik, najpierw jako aplikant adwokacki, a od 1876 askulant sędziowski w Sądzie Okręgowym w Czerniowcach. W 1878 zdał egzaminy sędziowskie. Adiunkt sądowy w Sądzie Powiatowym w Rădăuți (1885-1890) i Sądzie Okręgowym w Czerniowcach (1890-1892). Potem był sędzią powiatowym w Storožyncu (1892-1896). Radca sądowy Sądu Okręgowego w Storožyncu (1896) a następnie Sądu Okręgowego w Czerniowcach, w którym od 1897 kierował wydziałem handlowym a następnie cywilnym. Z powodu astmy, przeszedł na emeryturę w 1907 roku.
Ziemianin i właściciel  majątku w Baniłowie. Z poglądów konserwatysta. W latach 1898–1911 poseł do Sejmu Krajowego i członek Wydziału Krajowego Bukowiny (ten mandat sprawował na przemian z Ukraińcem Smal-Stockim). Poseł do parlamentu  wiedeńskiego X kadencji (31 stycznia 1901 – 30 stycznia 1907). Nie należał do Koła Polskiego, choć z nim współpracował. Pochowany na cmentarzu w Baniłowie.